# Raymond Courrière

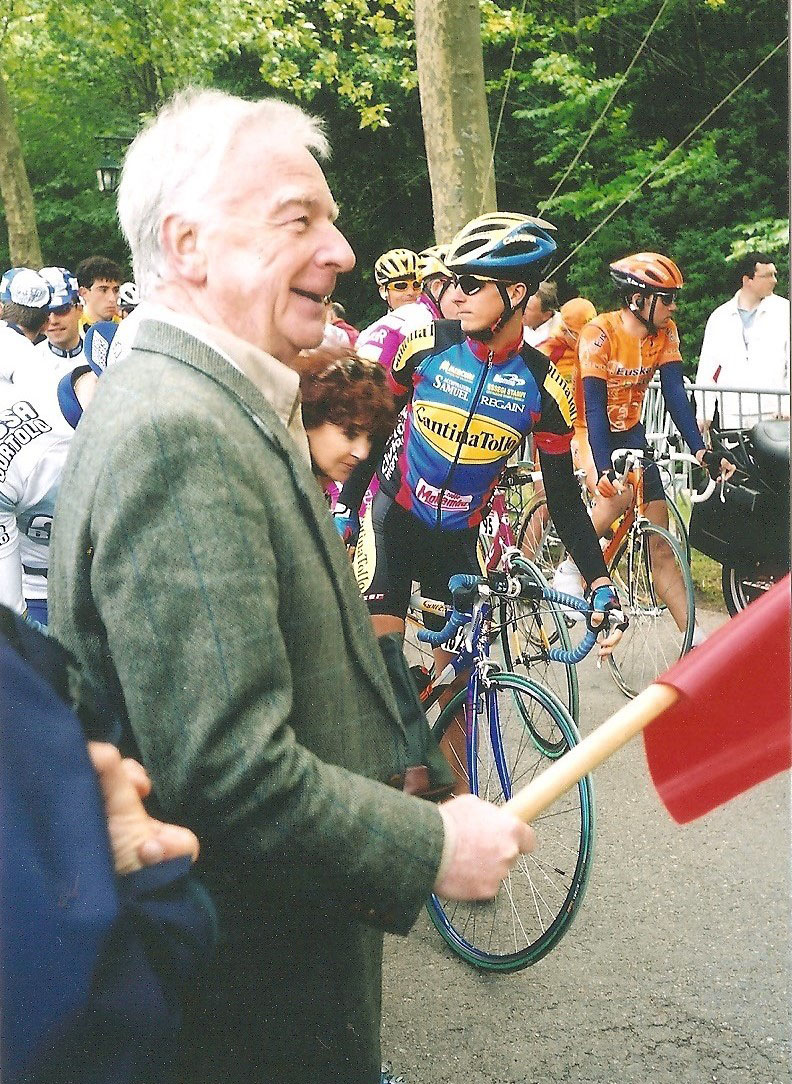
Raymond Courrière

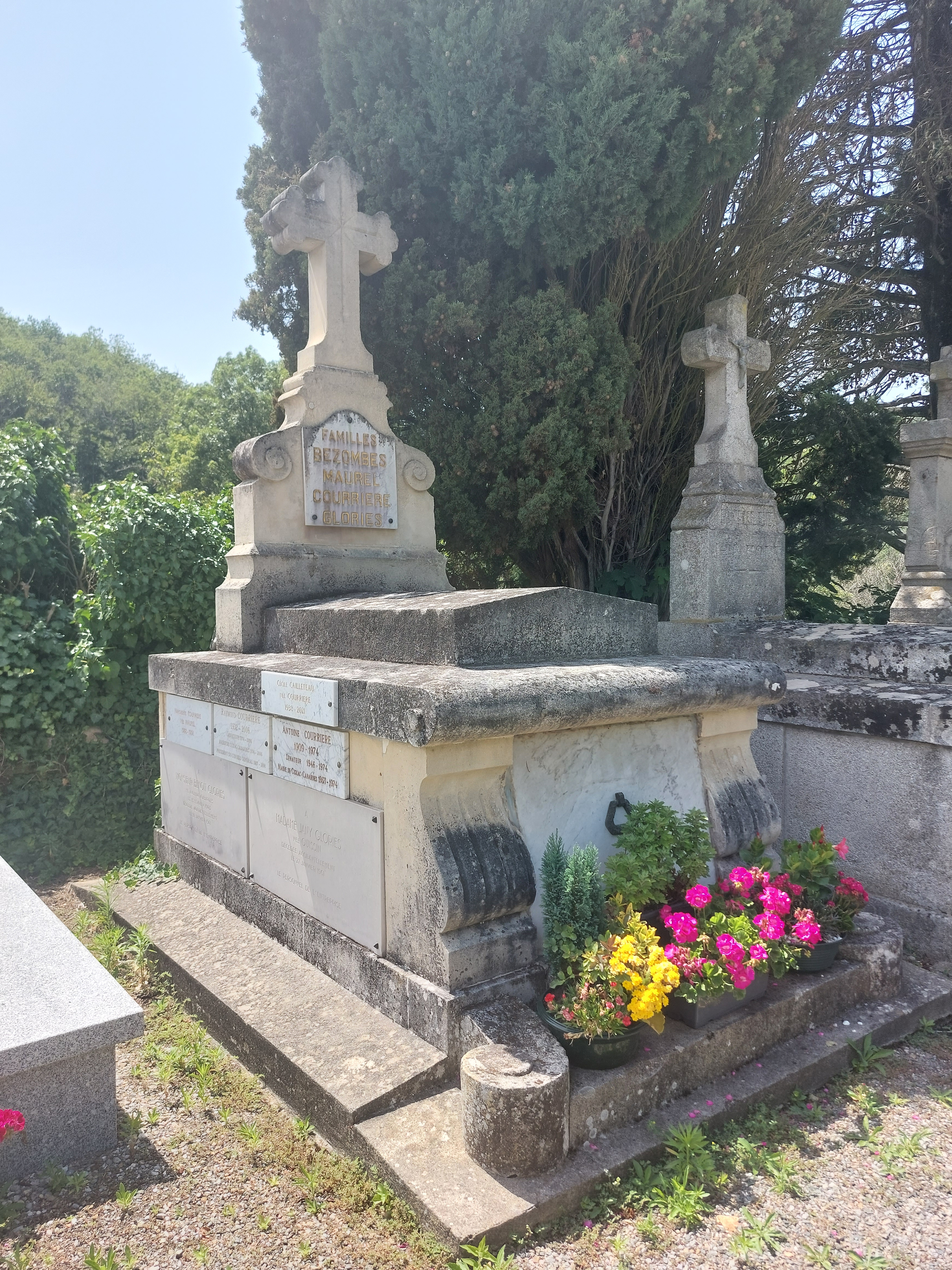
Grabstätte von Courrière auf dem Friedhof von Cuxac-Cabardès.

Raymond Ernest Benoit Paul Courrière (* 23. August 1932 in Cuxac-Cabardès, Département Aude; † 11. August 2006 ebenda) war ein französischer Politiker der Parti socialiste (PS), der unter anderem von 1974 bis 1981 Mitglied des Senats, zwischen 1981 und 1986 Staatssekretär für Rückkehrer sowie von 1986 bis 2006 abermals Senator war.

## Leben
Raymond Ernest Benoit Paul Courrière war der Sohn des Politikers Antoine Courrière, der von 1946 bis 1974 ebenfalls Mitglied des Senats war, und war nach einem Studium der Rechtswissenschaften als Notar tätig. Seine politische Tätigkeit für die Sozialistische Partei PS (Parti socialiste) begann er 1. Oktober 1967 als Mitglied des Generalrates des Département Aude, dem er als Vertreter für den Kanton Alzonne bis zum 22. März 1998 mehr als 30 Jahre lang angehörte. Nach dem Tode seines Vaters wurde er am 20. September 1974 dessen Nachfolger als Bürgermeister seines Geburtsortes Cuxac-Cabardès, einer kleinen Gemeinde im Arrondissement Carcassonne, und bekleidete dieses Amt nach seinen Wiederwahlen am 20. März 1977, 13. März 1983, 19. März 1989, 18. Juni 1995 und 18. März 2001 bis zu seinem eigenen Tode am 11. August 2006.
Als Nachfolger seines Vaters wurde Courrière am 8. Dezember 1974 zudem für die PS erstmals zum Mitglied des Senats (Sénat) und vertrat in diesem bis zum 22. Juli 1981 das Département Aude, woraufhin Pierre Bastié neuer Senator wurde. Am 21. Mai 1981 wurde er als Staatssekretär für Rückkehrer (Secrétaire d’État chargé des Rapatriés) in das Kabinett Mauroy berufen und bekleidete dieses Amt als Staatssekretär für Rückkehrer im Ministerium für Soziales und nationale Solidarität zwischen dem 20. Juli 1984 und dem 21. März 1986 auch im Kabinett Fabius. 
Nach seinem Ausscheiden aus der Regierung übernahm er am 21. März 1986 von Pierre Bastié wieder sein Mandat im Senat und vertrat nach seinen Wiederwahlen am 28. September 1986, 24. September 1989 und 27. September 1998 bis zu seinem Tode am 11. August 2006 wieder das Département Aude, woraufhin nunmehr Marcel Rainaud neuer Senator wurde. Neben seiner Tätigkeit als Senator wurde er am 1. Oktober 1987 als Nachfolger von Robert Capdeville Präsident des Generalrates des Département Aude und bekleidete diese Funktion bis zu seiner Ablösung durch Marcel Rainaud am 22. März 1998. Für seine Verdienste wurde er Ritter der Ehrenlegion.